# Voll & Ruhrbeck
Die Firma Voll & Ruhrbeck war ein deutscher Stellmacherbetrieb, der in Berlin-Charlottenburg ansässig war. Außerdem gab es eine Niederlassung in Essen.
Die Firma wurde 1910 gegründet, 1911 in Alexis Kellner GmbH umbenannt und ab 1919 wieder unter dem alten Namen geführt und fertigte bis 1939 Karosserien in Einzelanfertigung oder Kleinserien für verschiedene Automobilhersteller. Besondere Aufmerksamkeit erregte dabei die Karosserie Bugatti Type 57 C Cabriolet. Eines dieser Fahrzeuge ist erhalten geblieben. Während des Zweiten Weltkrieges stellte die Firma Militärfahrzeuge her. 1945 wurde die Firma liquidiert.

## Quelle
- Werner Oswald: Deutsche Autos 1920–1945. 10. Auflage. Motorbuch Verlag Stuttgart, 1996, ISBN 3-87943-519-7.
- Erik Eckermann (Hrsg.): Auto und Karosserie. 2. Auflage. Springer Vieweg, Wiesbaden 2015, ISBN 978-3-658-07425-8.